# ماریسکال استیگاریبیا
ماریسکال استیگاریبیا (به اسپانیایی: Mariscal Estigarribia) شهری در کشور پاراگوئه، ناحیه بوکرون است که جمعیت آن در سرشماری سال ۲۰۰۲ میلادی ۱۶٫۴۱۸ نفر بوده‌است.